# Jack Arkwright
Pas d'image ? Cliquez ici

a Compétitions nationales et continentales officielles uniquement.

b Matchs officiels uniquement.
John « Big Jack » Arkwright, né le 3 octobre 1902 et mort le 20 janvier 1990, est un ancien joueur de rugby à XIII anglais évoluant au poste de deuxième ligne dans les années 1920, 1930 et 1940. Il a notamment joué pour St Helens RLFC avant de rejoindre les Warrington Wolves quand dans les années 1930 St Helens a des problèmes financiers. Il a également été international anglais et britannique. Il a été introduit au temple de la renommée du club de St Helens.